# Полеводство
Полево́дство (рос. Полеводство) — селище у складі Єкатеринбурзького міського округу Свердловської області.
Населення — 920 осіб (2010, 719 у 2002).
Національний склад станом на 2002 рік: росіяни — 79 %.